# Гнездилово (Болховский район)
Гнездилово — село в Болховском районе Орловской области. Административный центр Гнездиловского сельского поселения. Население — 291 чел. (2010).

## География
Село находится в северной части Орловской области, в лесостепной зоне, в пределах центральной части Среднерусской возвышенности. Расположено на берегу реки Машок. Абсолютная высота — 202 метра над уровнем моря.
Уличная сеть представлена девятью объектами: Заречная 1-я улица, Заречная 2-я улица, Колхозная улица, Молодёжная улица, Молодёжный переулок, Новая улица, Садовая улица, Центральная улица и Школьная улица.
Географическое положение: в 11 километрах от районного центра — города Болхов, в 63 километрах от областного центра — города Орёл и в 272 километрах от столицы — Москвы.
Часовой пояс
Село Гнездилово, как и вся Орловская область, находится в часовой зоне МСК (московское время). Смещение применяемого времени относительно UTC составляет +3:00.
Климат близок к умеренно-холодному, количество осадков является значительным, с осадками даже в засушливый месяц. Среднегодовая норма осадков — 627 мм. Среднегодовая температура воздуха в Болховском районе — 5,1 °C.

## Население
Проживают (на 2017—2018 гг.) 323 жителя в 102 дворах, 20 чел. — до 7 лет, 43 чел. — от 7 до 18 лет, 79 чел. — от 18 до 30 лет, 91 чел. — от 30 до 50 лет, 47 чел. — от 50 до 60 лет и 43 чел. — старше 60 лет.
| 2002 | 2010 |
| ---- | ---- |
| 291  | →291 |

Гендерный состав
По данным Всероссийской переписи населения 2010 года в гендерной структуре населения мужчины составляют 47,4% (138 чел.), а женщины — 52,6% (153 чел.).

## Инфраструктура
Библиотека, магазин, фельдшерско-акушерский пункт, основная общеобразовательная школа и дом культуры.

## Транспорт
Просёлочные дороги. Выезд на автодорогу федерального значения Р92 (участок Орёл — Болхов — Калуга).